# Fort Hunt
Fort Hunt és una concentració de població designada pel cens dels Estats Units a l'estat de Virgínia. Segons el cens del 2000 tenia 12.923 habitants.

## Demografia
Segons el cens del 2000, Fort Hunt tenia 12.923 habitants, 4.974 habitatges, i 3.909 famílies. La densitat de població era de 980,3 habitants per km².
Dels 4.974 habitatges en un 33% hi vivien nens de menys de 18 anys, en un 71,2% hi vivien parelles casades, en un 5,6% dones solteres, i en un 21,4% no eren unitats familiars. En el 17,9% dels habitatges hi vivien persones soles el 9,4% de les quals corresponia a persones de 65 anys o més que vivien soles. El nombre mitjà de persones vivint en cada habitatge era de 2,58 i el nombre mitjà de persones que vivien en cada família era de 2,94.
Per edats la població es repartia de la següent manera: un 24,8% tenia menys de 18 anys, un 2,8% entre 18 i 24, un 23,2% entre 25 i 44, un 30,1% de 45 a 60 i un 19,1% 65 anys o més.
L'edat mediana era de 45 anys. Per cada 100 dones de 18 o més anys hi havia 90,6 homes.
La renda mediana per habitatge era de 102.259 $ i la renda mediana per família de 111.935 $. Els homes tenien una renda mediana de 79.828 $ mentre que les dones 53.654 $. La renda per capita de la població era de 46.957 $. Entorn de l'1% de les famílies i l'1,8% de la població estaven per davall del llindar de pobresa.

## Poblacions properes
El següent diagrama mostra les poblacions més properes.